# التصاق القزحية
الْتِصاقُ القُزَحِيَّة (بالإنجليزية: Synechia)‏ هي حالة تصيب العين حيث تلتصق القزحية إما بالقرنية (التصاق القزحية الأمامي) أو بالعدسة (التصاق القزحية الخلفي). قد ينتج التصاق القزحية عن صدمة للعين أو التهاب القزحية أو الْتِهابُ القُزَحِيَّةِ والجِسْمِ الهَدَبِيّ وقد يؤدي إلى أنواع معينة من المياه الزرقاء أو الغلوكوما. قد يكون التصاق القزحية واضحاً للعين عند الفحص المتأني ولكنه يظهر أفصل بمنظار العين أو المصباح.
يتسبب التصاق القزحية الأمامي في حدوث "زَرَقُ انْغِلاَقِ الزَّاوِيَة بالإنجليزية: closed angle glaucoma"، والذي يعني بأن القزحية تسد طريق تصريف الخِلْطُ المائِيّ (aqueous humour) والذي بدوره يؤدي لارتفاع الضغط داخل العين. أما التصاق القزحية الخلفي يتسبب أيضاً في حدوث المياة الزرقاء ولكن بطريقة مختلفة. حيث تلتصق القزحية بالعدسة مما يمنع جريان الخلط المائي من الحجرة الخلفية للحجرة الأمامية. هذا التصريف المسدود يؤدي لارتفاع الضغط داخل العين.

## المعالجة
العوامل الموسعة للحدقة وأدوية شلل العضلة الهدبية، مثل هوماتروبين الموضعي، والذي يعمل بطريقة مشابهة للأتروبين، مفيدة في كسر ومنع تكون الالتصاقات الخلفية عن طريق الحفاظ على قزحية العين المتوسعة وبعيدة عن العدسة البلورية. تمدد البؤبؤ في حالة وجود التصاق يمكن أن يتسبب في أن يأخذ البؤبؤ شكل غير دائري وغير منتظم (شذوذ الحدقة) كما هو مبين في الصورة. إذا كان بالإمكان جعل البؤبؤ متسعاً تماما أثناء العلاج من التهاب القزحية، وبالتالي فإن توقعات الشفاء بعد العلاج تكون كبيرة. هذا هو الوضع القابل للعلاج.